# Bulgária az 1980. évi nyári olimpiai játékokon
Bulgária a szovjetunióbeli Moszkvában megrendezett 1980. évi nyári olimpiai játékok egyik részt vevő nemzete volt. Az országot az olimpián 20 sportágban 271 sportoló képviselte, akik összesen 41 érmet szereztek.

## Érmesek
| Érem  | Versenyző | Sportág       | Versenyszám                  |
| ----- | --- | ------------- | ---------------------------- |
| Arany | Georgi Rajkov | Birkózás      | Kötöttfogás, 100 kg          |
| Arany | Valentin Rajcsev | Birkózás      | Szabadfogás, 74 kg           |
| Arany | Iszmail Abilov | Birkózás      | Szabadfogás, 82 kg           |
| Arany | Ljubomir Ljubenov | Kajak-kenu    | Férfi kenu egyes 1000 m      |
| Arany | Petar Leszov | Ökölvívás     | Légsúly                      |
| Arany | Janko Ruszev | Súlyemelés    | 67,5 kg                      |
| Arany | Aszen Zlatev | Súlyemelés    | 75 kg                        |
| Arany | Sztojan Delcsev | Torna         | Férfi nyújtó                 |
| Ezüst | Marija Petkova | Atlétika      | Női diszkoszvetés            |
| Ezüst | Alekszandar Tomov | Birkózás      | Kötöttfogás, +100 kg         |
| Ezüst | Miho Dukov | Birkózás      | Szabadfogás, 62 kg           |
| Ezüst | Ivan Jankov | Birkózás      | Szabadfogás, 68 kg           |
| Ezüst | Szlavcso Cservenkov | Birkózás      | Szabadfogás, 100 kg          |
| Ezüst | Dimitar Zaprjanov | Cselgáncs     | Férfi nehézsúly              |
| Ezüst | Ginka Gjurova Marijka Modeva Rita Todorova Iszkra Velinova Nadija Filipova | Evezés        | Női kormányos négyes         |
| Ezüst | Ljubomir Ljubenov | Kajak-kenu    | Férfi kenu egyes 500 m       |
| Ezüst | Vanya Geseva | Kajak-kenu    | Női kajak egyes 500 m        |
| Ezüst | Nemzeti válogatott Nadka Golcseva Penka Metodieva Petkana Makaveeva Sznezsana Mihajlova Kraszimira Bogdanova Diana Brajnova Penka Sztojanova Vanya Dermendzsieva Angelina Mihajlova Evladija Szlavcseva Kosztadinka Radkova Szilvija Germanova | Kosárlabda    | Női                          |
| Ezüst | Petar Mandadzsiev Szvetoszlav Ivanov Georgi Gadzsev | Lovaglás      | Csapat díjlovaglás           |
| Ezüst | Nemzeti válogatott Jordan Angelov Dimitar Dimitrov Sztefan Dimitrov Sztojan Guncsev Hriszto Iliev Petko Petkov Kaszpar Szimeonov Hriszto Sztojanov Mitko Todorov Cano Canov Emil Valcsev Dimitar Zlatanov                                      | Röplabda      | Férfi                        |
| Ezüst | Sztefan Dimitrov | Súlyemelés    | 60 kg                        |
| Ezüst | Blagoj Blagoev | Súlyemelés    | 82,5 kg                      |
| Ezüst | Rumen Alekszandrov | Súlyemelés    | 90 kg                        |
| Ezüst | Valentin Hrisztov | Súlyemelés    | 110 kg                       |
| Bronz | Petar Petrov | Atlétika      | Férfi 100 m                  |
| Bronz | Mladen Mladenov | Birkózás      | Kötöttfogás, 52 kg           |
| Bronz | Pavel Pavlov | Birkózás      | Kötöttfogás, 82 kg           |
| Bronz | Nermedin Szelimov | Birkózás      | Szabadfogás, 52 kg           |
| Bronz | Ilijan Nedkov | Cselgáncs     | Férfi harmatsúly             |
| Bronz | Mincso Nikolov Ljubomir Petrov Ivo Ruszev Bogdan Dobrev | Evezés        | Férfi négypárevezős          |
| Bronz | Szijka Barbulova Sztojanka Kurbatova | Evezés        | Női kormányos nélküli kettes |
| Bronz | Mariana Szerbezova Rumeljana Boncseva Doloresz Nakova Anka Bakova Anka Georgieva | Evezés        | Női kormányos négypárevezős  |
| Bronz | Boriszlav Boriszov Bozsidar Milenkov Lazar Hrisztov Ivan Manev | Kajak-kenu    | Férfi kajak négyes 1000 m    |
| Bronz | Boriszlav Ananiev Nikolai Ilkov | Kajak-kenu    | Férfi kenu kettes 500 m      |
| Bronz | Iszmail Musztafov | Ökölvívás     | Papírsúly                    |
| Bronz | Nemzeti válogatott Verka Boriszova Cvetana Bozsurina Roszica Dimitrova Tanya Dimitrova Maja Georgieva Margarita Geraszimova Tanya Gogova Valentina Ilieva Rumjana Kaiseva Anka Hrisztolova Szilvija Petrunova Galina Sztancseva                | Röplabda      | Női                          |
| Bronz | Ljubcso Gyakov | Sportlövészet | Szabadpisztoly               |
| Bronz | Petar Zaprjanov | Sportlövészet | Sportpuska fekvő             |
| Bronz | Mincso Pasov | Súlyemelés    | 67,5 kg                      |
| Bronz | Nedelcso Kolev | Súlyemelés    | 75 kg                        |
| Bronz | Sztojan Delcsev | Torna         | Férfi egyéni összetett       |

## Atlétika
Férfi
| Versenyző                                                   | Versenyszám     | Előfutam | Előfutam | Előfutam | Negyeddöntő | Negyeddöntő | Negyeddöntő | Elődöntő | Elődöntő | Elődöntő | Döntő   | Döntő    |
| Versenyző                                                   | Versenyszám     | Idő      | Hely.    | Össz.    | Idő         | Hely.       | Össz.       | Idő      | Hely.    | Össz.    | Idő     | Helyezés |
| ----------------------------------------------------------- | --------------- | -------- | -------- | -------- | ----------- | ----------- | ----------- | -------- | -------- | -------- | ------- | -------- |
| Ivajlo Karanyotov                                           | 100 m           | 10,66    | 4.       | 31.      | kiesett     | kiesett     | kiesett     | kiesett  | kiesett  | kiesett  | kiesett | kiesett  |
| Petar Petrov                                                | 100 m           | 10,32    | 1.       | 2.       | 10,13       | 2.          | 2.          | 10,39    | 1.       | 3.       | 10,39   |          |
| Petar Petrov                                                | 200 m           | 21,59    | 3.       | 26.      | 21,89       | 8.          | 32.         | kiesett  | kiesett  | kiesett  | kiesett | kiesett  |
| Vladimir Ivanov                                             | 200 m           | 21,28    | 4.       | 12.      | 20,96       | 5.          | 12.*        | kiesett  | kiesett  | kiesett  | kiesett | kiesett  |
| Pavel Pavlov                                                | 200 m           | 21,78    | 3.       | 31.      | 21,35       | 8.          | 27.         | kiesett  | kiesett  | kiesett  | kiesett | kiesett  |
| Binko Kolev                                                 | 800 m           | 1:48,65  | 3.       | 11.      |             |             |             | 1:47,27  | 3.       | 9.       | kiesett | kiesett  |
| Plamen Krasztev                                             | 110 m gát       | 13,95    | 3.       | 12.      |             |             |             | 13,99    | 6.       | 12.      | kiesett | kiesett  |
| Janko Bratanov                                              | 400 m gát       | 50,56    | 5.       | 12.      |             |             |             | 50,17    | 5.       | 5.       | 56,35   | 8.       |
| Sztanimir Nenov                                             | 3000 m akadály  | 8:43,77  | 9.       | 22.      |             |             |             | 8:50,17  | 12.      | 21.      | kiesett | kiesett  |
| Pavel Pavlov Vladimir Ivanov Ivajlo Karanyotov Petar Petrov | 4 × 100 m váltó | 39,25    | 3.       | 6.       |             |             |             |          |          |          | 38,99   | 6.       |

| Versenyző         | Versenyszám   | Selejtező                | Selejtező                | Döntő    | Döntő    |
| Versenyző         | Versenyszám   | Eredmény                 | Helyezés                 | Eredmény | Helyezés |
| ----------------- | ------------- | ------------------------ | ------------------------ | -------- | -------- |
| Atanasz Mladenov  | Magasugrás    | 210 cm                   | 24.                      | kiesett  | kiesett  |
| Atanasz Tarev     | Rúdugrás      | 525 cm                   | 13.                      | kiesett  | kiesett  |
| Ivo Jancsev       | Rúdugrás      | érvényes kísérlet nélkül | érvényes kísérlet nélkül | kiesett  | kiesett  |
| Jordan Janev      | Távolugrás    | 784 cm                   | 10.                      | 802 cm   | 8.       |
| Ivan Tuparov      | Távolugrás    | 746 cm                   | 22.                      | kiesett  | kiesett  |
| Atanasz Csocsev   | Hármasugrás   | 16,42 m                  | 12.                      | 16,56 m  | 6.       |
| Nikola Hrisztov   | Súlylökés     | 19,01 m                  | 13.                      | kiesett  | kiesett  |
| Valcso Sztoev     | Súlylökés     | érvényes dobás nélkül    | érvényes dobás nélkül    | kiesett  | kiesett  |
| Emil Vladimirov   | Diszkoszvetés | 62,50 m                  | 7.                       | 63,18 m  | 7.       |
| Velko Velev       | Diszkoszvetés | 61,30 m                  | 10.                      | 63,04 m  | 8.       |
| Emanuil Gyulgerov | Kalapácsvetés | 70,60 m                  | 11.                      | 74,04 m  | 6.       |
| Sztefan Sztojkov  | Gerelyhajítás | 78,74 m                  | 12.                      | 79,04 m  | 11.      |

| Versenyző       | Versenyszám | 100 m | 100 m | Távolugrás | Távolugrás | Súlylökés | Súlylökés | Magasugrás | Magasugrás | 400 m | 400 m | 110 m gát | 110 m gát | Diszkoszvetés | Diszkoszvetés | Rúdugrás | Rúdugrás | Gerelyhajítás | Gerelyhajítás | 1500 m | 1500 m | Végeredmény | Végeredmény |
| Versenyző       | Versenyszám | Idő   | Pont  | Eredmény   | Pont       | Eredmény  | Pont      | Eredmény   | Pont       | Idő   | Pont  | Idő       | Pont      | Eredmény      | Pont          | Eredmény | Pont     | Eredmény      | Pont          | Idő    | Pont   | Pont        | Helyezés    |
| --------------- | ----------- | ----- | ----- | ---------- | ---------- | --------- | --------- | ---------- | ---------- | ----- | ----- | --------- | --------- | ------------- | ------------- | -------- | -------- | ------------- | ------------- | ------ | ------ | ----------- | ----------- |
| Atanasz Andonov | Tízpróba    | 11,38 | 715   | 686 cm     | 791        | 15,59 m   | 823       | 200 cm     | 857        | 50,36 | 789   | 14,83     | 867       | 47,62 m       | 829           | 470 cm   | 981      | 53,54 m       | 680           | 4:29,2 | 595    | 7927        | 7.          |
| Razvigor Jankov | Tízpróba    | 11,26 | 742   | 661 cm     | 738        | 16,28 m   | 863       | 185 cm     | 725        | 50,37 | 789   | 15,69w    | 778       | 48,02 m       | 837           | 460 cm   | 957      | 58,12 m       | 738           | 4:51,2 | 457    | 7624        | 14.         |

Női
| Versenyző                                                           | Versenyszám     | Előfutam | Előfutam | Előfutam | Negyeddöntő | Negyeddöntő | Negyeddöntő | Elődöntő | Elődöntő | Elődöntő | Döntő         | Döntő         |
| Versenyző                                                           | Versenyszám     | Idő      | Hely.    | Össz.    | Idő         | Hely.       | Össz.       | Idő      | Hely.    | Össz.    | Idő           | Helyezés      |
| ------------------------------------------------------------------- | --------------- | -------- | -------- | -------- | ----------- | ----------- | ----------- | -------- | -------- | -------- | ------------- | ------------- |
| Marija Siskova                                                      | 100 m           | 11,57    | 3.       | 14.      | 11,47       | 5.          | 14.         | 11,65    | 7.       | 15.      | kiesett       | kiesett       |
| Szofka Popova                                                       | 100 m           | 11,35    | 1.       | 3.       | 11,42       | 4.          | 13.         | 11,40    | 7.       | 11.      | kiesett       | kiesett       |
| Lilijana Ivanova                                                    | 200 m           | 23,17    | 2.       | 4.       | 23,29       | 3.          | 13.*        | 23,07    | 6.       | 11.      | kiesett       | kiesett       |
| Galina Penkova                                                      | 200 m           | 23,35    | 3.       | 6.*      | 23,37       | 5.          | 16.         | 23,27    | 8.       | 14.*     | kiesett       | kiesett       |
| Roszica Sztamenova                                                  | 400 m           | 52,71    | 3.       | 20.      |             |             |             | 52,96    | 8.       | 15.      | kiesett       | kiesett       |
| Szvobodka Damjanova                                                 | 400 m           | 52,23    | 4.       | 11.      |             |             |             | kiesett  | kiesett  | kiesett  | kiesett       | kiesett       |
| Malena Andonova                                                     | 400 m           | 53,30    | 6.       | 27.      |             |             |             | kiesett  | kiesett  | kiesett  | kiesett       | kiesett       |
| Nikolina Stereva                                                    | 800 m           | 1:58,83  | 3.       | 3.       |             |             |             | 1:58,87  | 4.       | 6.       | 1:58,8        | 7.            |
| Nikolina Stereva                                                    | 1500 m          | 4:08,25  | 7.       | 14.      |             |             |             |          |          |          | kiesett       | kiesett       |
| Veszela Jacinszka                                                   | 800 m           | 1:59,83  | 3.       | 7.       |             |             |             | 1:59,84  | 5.       | 10.      | kiesett       | kiesett       |
| Veszela Jacinszka                                                   | 1500 m          | 4:04,70  | 6.       | 7.*      |             |             |             |          |          |          | kiesett       | kiesett       |
| Totka Petrova                                                       | 800 m           | 2:00,53  | 3.       | 11.      |             |             |             | 1:59,97  | 6.       | 11.      | kiesett       | kiesett       |
| Totka Petrova                                                       | 1500 m          | 4:13,80  | 8.       | 16.      |             |             |             |          |          |          | kiesett       | kiesett       |
| Jordanka Donkova                                                    | 100 m gát       | 13,24    | 6.       | 11.      |             |             |             | 13,39    | 6.       | 11.      | kiesett       | kiesett       |
| Daniela Valkova                                                     | 100 m gát       | 13,66    | 5.       | 16.      |             |             |             | 13,79    | 6.       | 14.      | kiesett       | kiesett       |
| Szofka Popova Lilijana Ivanova Marija Siskova Galina Penkova        | 4 × 100 m váltó |          |          |          |             |             |             |          |          |          | 42,67         | 4.            |
| Szvobodka Damjanova Roszica Sztamenova Malena Andonova Bonka Dimova | 4 × 400 m váltó | 3:28,7   | 2.       | 2.*      |             |             |             |          |          |          | nem ért célba | nem ért célba |

| Versenyző              | Versenyszám   | Selejtező | Selejtező | Döntő    | Döntő    |
| Versenyző              | Versenyszám   | Eredmény  | Helyezés  | Eredmény | Helyezés |
| ---------------------- | ------------- | --------- | --------- | -------- | -------- |
| Jordanka Blagoeva      | Magasugrás    | 180 cm    | 16.       | kiesett  | kiesett  |
| Lidija Guseva          | Távolugrás    | 656 cm    | 8.        | 624 cm   | 12.      |
| Ekaterina Nedeva       | Távolugrás    | 583 cm    | 17.       | kiesett  | kiesett  |
| Virzsinija Veszelinova | Súlylökés     |           |           | 20,72 m  | 5.       |
| Elena Sztojanova       | Súlylökés     |           |           | 20,22 m  | 6.       |
| Ivanka Petrova         | Súlylökés     |           |           | 18,34 m  | 11.      |
| Marija Petkova         | Diszkoszvetés | 65,02 m   | 2.        | 67,90 m  |          |
| Szvetla Bozskova       | Diszkoszvetés | 60,84 m   | 5.        | 63,14 m  | 8.       |
| Ivanka Vancseva        | Gerelyhajítás | 61,16 m   | 8.        | 65,38 m  | 5.       |
| Antoaneta Todorova     | Gerelyhajítás | 60,56 m   | 9.        | 60,66 m  | 10.      |

| Versenyző           | Versenyszám | 100 m gát | 100 m gát | Súlylökés | Súlylökés | Magasugrás | Magasugrás | Távolugrás | Távolugrás | 800 m  | 800 m | Végeredmény | Végeredmény |
| Versenyző           | Versenyszám | Idő       | Pont      | Eredmény  | Pont      | Eredmény   | Pont       | Eredmény   | Pont       | Idő    | Pont  | Pont        | Helyezés    |
| ------------------- | ----------- | --------- | --------- | --------- | --------- | ---------- | ---------- | ---------- | ---------- | ------ | ----- | ----------- | ----------- |
| Valentina Dimitrova | Ötpróba     | 14,39     | 818       | 15,65 m   | 931       | 174 cm     | 974        | 591 cm     | 886        | 2:15,5 | 849   | 4458        | 7.          |
| Emilija Kunova      | Ötpróba     | 13,73     | 901       | 11,98 m   | 718       | 174 cm     | 974        | 610 cm     | 928        | 2:11,1 | 910   | 4431        | 8.          |

* - egy másik versenyzővel azonos eredményt ért el

## Birkózás
Kötöttfogású
| Versenyző         | Versenyszám | 1. forduló                             | 2. forduló                              | 3. forduló                      | 4. forduló                            | 5. forduló                         | Döntő                                                                                                | Helyezés    |
| Versenyző         | Versenyszám | Ellenfél Eredmény                      | Ellenfél Eredmény                       | Ellenfél Eredmény               | Ellenfél Eredmény                     | Ellenfél Eredmény                  | Ellenfél Eredmény                                                                                    | Helyezés    |
| ----------------- | ----------- | -------------------------------------- | --------------------------------------- | ------------------------------- | ------------------------------------- | ---------------------------------- | --- | ----------- |
| Pavel Hrisztov    | 48 kg       | Kent Andersson (SWE) · kizárták        | Vincenzo Maenza (ITA) · 14–4            | Reijo Haaparanta (FIN) · 27–0   | Constantin Alexandru (ROU) · kizárták | Zsakszilik Üskempirov (URS) · 7–12 | kiesett                                                                                              | 4.          |
| Mladen Mladenov   | 52 kg       | Babis Kholidis (GRE) · kétvállas       | Taisto Halonen (FIN) · 4–3              | Vahtang Blagidze (URS) · 2–7    | Nicu Gingă (ROU) · 5–2                |                                    | Hozott eredmény · Vahtang Blagidze (URS) · 2–7 · 1. mérkőzés · Rácz Lajos (HUN) · feladta (sérülés)  |             |
| Georgi Donev      | 57 kg       | Pertti Ukkola (FIN) · kétvállas        | Józef Lipień (POL) · kétvállas          | Benni Ljungbeck (SWE) · 4–10    | kiesett                               | kiesett                            | kiesett                                                                                              | 8.          |
| Panajot Kirov     | 62 kg       | Radwan Karout (SYR) · kizárták         | Tóth István (HUN) · kizárták            | Kazimierz Lipień (POL) · 5–3    | Ivica Frgić (YUG) · kizárták          | kiesett                            | kiesett                                                                                              | 5.          |
| Ivan Atanaszov    | 68 kg       | Ştefan Rusu (ROU) · kétvállas          | Ferenc Čaba (YUG) · 7–2                 | Lionel Lacaze (FRA) · kizárták  | Lars-Erik Skiöld (SWE) · 10–10        | kiesett                            | kiesett                                                                                              | 6.          |
| Janko Sopov       | 74 kg       | Karlo Kasap (YUG) · kizárták           | Kaj Jægergaard Hansen (DEN) · kétvállas | Kocsis Ferenc (HUN) · 3–4       | Vítězslav Mácha (TCH) · 6–2           | Anatolij Bikov (URS) · 4–5         | kiesett                                                                                              | 4.          |
| Pavel Pavlov      | 82 kg       | Aduuchiin Baatarkhüü (MGL) · kétvállas | Detlef Kühn (GDR) · kétvállas           | Toma Mihály (HUN) · kizárták    | Leif Andersson (SWE) · 4–3            |                                    | 1. mérkőzés · Gennagyij Korban (URS) · 7–13 · 2. mérkőzés · Jan Dołgowicz (POL) · kétvállas          |             |
| Sztojan Nikolov   | 90 kg       | Igor Kanigin (URS) · kizárták          | Darko Nišavić (YUG) · kétvállas         | Petre Dicu (ROU) · 2–6          | kiesett                               | kiesett                            | kiesett                                                                                              | helyezetlen |
| Georgi Rajkov     | 100 kg      | erőnyerő                               | Tamás Gáspár (HUN) · kizárták           | Oldřich Dvořák (TCH) · kizárták | Vasile Andrei (ROU) · 7–2             |                                    | Hozott eredmény · Vasile Andrei (ROU) · 7–2 · 1. mérkőzés · Roman Bierła (POL) · kizárták            |             |
| Alekszandar Tomov | +100 kg     | Prvoslav Ilić (YUG) · kizárták         | József Farkas (HUN) · kizárták          | Roman Codreanu (ROU) · kizárták | Hassan Bechara (LIB) · kétvállas      |                                    | Hozott eredmény · Hassan Bechara (LIB) · kétvállas 1. mérkőzés · Alekszandr Kolcsinszkij (URS) · 2–4 |             |

Szabadfogású
| Versenyző           | Versenyszám | 1. forduló                               | 2. forduló                            | 3. forduló                         | 4. forduló                                    | 5. forduló                            | 6. forduló                       | Döntő | Helyezés |
| Versenyző           | Versenyszám | Ellenfél Eredmény                        | Ellenfél Eredmény                     | Ellenfél Eredmény                  | Ellenfél Eredmény                             | Ellenfél Eredmény                     | Ellenfél Eredmény                | Ellenfél Eredmény                                                                                             | Helyezés |
| ------------------- | ----------- | ---------------------------------------- | ------------------------------------- | ---------------------------------- | --------------------------------------------- | ------------------------------------- | -------------------------------- | --- | -------- |
| Rumen Jordanov      | 48 kg       | Khaled El-Ali El-Rifai (SYR) · kétvállas | Jorge Frias (MEX) · 10–12             | Szergej Kornyilajev (URS) · 6–8    | kiesett                                       | kiesett                               |                                  | kiesett | 7.       |
| Nermedin Szelimov   | 52 kg       | Mark Dunbar (GBR) · kétvállas            | Kumar Ashok (IND) · kétvállas         | Koce Efremov (YUG) · kétvállas     | Csang Dongnjong (Jang Dok-Ryong) (PRK) · 16–6 | Anatolij Beloglazov (URS) · kétvállas | Szabó Lajos (HUN) · 19–3         | Hozott eredmény · Anatoly Beloglazov (URS) · kétvállas · 1. mérkőzés · Władysław Stecyk (POL) · 5–6           |          |
| Ivan Cocsev         | 57 kg       | Szergej Beloglazov (URS) · kétvállas     | Mahmoud El-Messouti (SYR) · kétvállas | Antonio La Bruna (ITA) · 13–1      | Németh Sándor (HUN) · kizárták                | Dugarsürengiin Oyuunbold (MGL) · 6–9  |                                  | kiesett | 4.       |
| Miho Dukov          | 62 kg       | Jan Szymański (POL) · kétvállas          | Raúl Cascaret (CUB) · 8–8             | Szalontai Zoltán (HUN) · 16–8      | Magomedgaszan Abusev (URS) · 2–4              | Aurel Şuteu (ROU) · 10–3              |                                  | Hozott eredmény · Magomedgaszan Abusev (URS) · 2–4 · 1. mérkőzés · Georgios Khatziioannidis (GRE) · kétvállas |          |
| Ivan Jankov         | 68 kg       | Oscar Segers (BEL) · 15–1                | Eberhard Probst (GDR) · 11–3          | José Ramos (CUB) · 11–3            | Szajpulla Abszaidov (URS) · 1–6               | Jagmander Singh (IND) · 11–7          |                                  | Hozott eredmény · Szajpulla Abszaidov (URS) · 1–6 · 1. mérkőzés · Šaban Sejdi (YUG) · 6–2                     |          |
| Valentin Rajcsev    | 74 kg       | Bartholomäus Brötzner (AUT) · kétvállas  | Riccardo Niccolini (ITA) · kétvállas  | Otto Steingräber (GDR) · 25–6      | Rajinder Singh (IND) · 12–8                   | Ryszard Ścigalski (POL) · 9–4         | Pavel Pinyigin (URS) · kétvállas | 1. mérkőzés · Dan Karabin (TCH) · 10–6 · 2. mérkőzés · Jamtsyn Davaajav (MGL) · 6–5                           |          |
| Iszmail Abilov      | 82 kg       | Sören Claeson (SWE) · kétvállas          | Vasile Ţigănaş (ROU) · kétvállas      | Günter Busarello (AUT) · kétvállas | Abdulah Memedi (YUG) · kétvállas              | Magomedhan Aracilov (URS) · 8–4       |                                  | Hozott eredmény · Magomedhan Aracilov (URS) · 8–4 · 1. mérkőzés · Kovács István (HUN) · kétvállas             |          |
| Ivan Ginov          | 90 kg       | Kartar Dhillon Singh (IND) · kizárták    | erőnyerő                              | Szanaszar Oganeszjan (URS) · 6–12  | Ion Ivanov (ROU) · 7–4                        | Uwe Neupert (GDR) · 3–4               |                                  | kiesett | 4.       |
| Szlavcso Cservenkov | 100 kg      | Bodó Antal (HUN) · kizárták              | Bourcard Binelli (CMR) · kétvállas    | Ambroise Sarr (SEN) · kétvállas    | Ilja Matye (URS) · 4–6                        | erőnyerő                              |                                  | Hozott eredmény · Ilja Matye (URS) · 4–6 · 1. mérkőzés · Július Strnisko (TCH) · 11–3                         |          |
| Petar Ivanov        | +100 kg     | Balla József (HUN) · kizárták            | Youssef Diba (SYR) · kétvállas        | Roland Gehrke (GDR) · 3–5          | kiesett                                       |                                       |                                  | kiesett | 7.       |

## Cselgáncs
| Versenyző         | Versenyszám  | Csoport | 32-es főtábla            | Nyolcaddöntő                            | Negyeddöntő                   | Elődöntő                                | Vigaszág negyeddöntő | Vigaszág elődöntő        | Bronz- mérkőzés             | Döntő                   | Helyezés |
| Versenyző         | Versenyszám  | Csoport | Ellenfél Eredmény        | Ellenfél Eredmény                       | Ellenfél Eredmény             | Ellenfél Eredmény                       | Ellenfél Eredmény    | Ellenfél Eredmény        | Ellenfél Eredmény           | Ellenfél Eredmény       | Helyezés |
| ----------------- | ------------ | ------- | ------------------------ | --------------------------------------- | ----------------------------- | --------------------------------------- | -------------------- | ------------------------ | --------------------------- | ----------------------- | -------- |
| Ilijan Nedkov     | Harmatsúly   | A       | Jimmy Arévalo (ECU) · GY | José António Branco (POR) · GY          | Nyikolaj Szoloduhin (URS) · V |                                         |                      | Jaroslav Kříž (TCH) · GY | Torsten Reißmann (GDR) · GY |                         |          |
| Georgi Petrov     | Váltósúly    | B       | erőnyerő                 | Vladimír Bárta (TCH) · GY               | Sota Habareli (URS) · V       |                                         |                      | Harald Heinke (GDR) · V  | kiesett                     |                         | 7.       |
| Cancso Atanaszov  | Félnehézsúly | B       | Luiz Moura (BRA) · V     | kiesett                                 | kiesett                       | kiesett                                 |                      |                          |                             |                         | 19.      |
| Dimitar Zaprjanov | Nehézsúly    | B       | erőnyerő                 | Ulf Ekberg (SWE) · GY (mérkőzés nélkül) | Radomir Kovačević (YUG) · GY  | Kim Mjonggju (Kim Myong-Gyu) (PRK) · GY |                      |                          |                             | Angelo Parisi (FRA) · V |          |
| Dimitar Zaprjanov | Nyílt        | A       | erőnyerő                 | Wálter Carmona (BRA) · GY               | Arthur Mapp (GBR) · V         | kiesett                                 |                      |                          |                             |                         | 8.       |

## Evezés
Férfi
| Versenyző | Versenyszám              | Előfutam | Előfutam | Vigaszág | Vigaszág | Elődöntő | Elődöntő | Döntő | Döntő   | Döntő | Helyezés |
| Versenyző | Versenyszám              | Idő      | Hely.    | Idő      | Hely.    | Idő      | Hely.    | Típus | Idő     | Hely. | Helyezés |
| --- | ------------------------ | -------- | -------- | -------- | -------- | -------- | -------- | ----- | ------- | ----- | -------- |
| Csavdar Radev | Egypárevezős             | 8:04,96  | 5.       | 7:28,96  | 3.       | 7:34,21  | 6.       | B     | 7:23,50 | 4.    | 10.      |
| Dimitar Petrov Sztojko Hadilev | Kétpárevezős             | 7:21,83  | 5.       | 7:01,25  | 4.       |          |          | B     | 6:43,81 | 3.    | 9.       |
| Cvetan Petkov Rumen Hrisztov Todor Kisev                                                                                              | Kormányos kettes         | 7:58,31  | 2.       | 7:25,77  | 2.       |          |          | A     | 7:09,21 | 5.    | 5.       |
| Mincso Nikolov Ljubomir Petrov Ivo Ruszev Bogdan Dobrev                                                                               | Négypárevezős            | 6:09,36  | 2.       | 6:00,78  | 2.       |          |          | A     | 5:52,38 | 3.    |          |
| Georgi Georgiev Lacsezar Bojcsev Kiril Kircsev Valentin Sztoev                                                                        | Kormányos nélküli négyes | 6:47,21  | 3.       | 6:22,57  | 3.       |          |          | B     | 6:22,49 | 3.    | 9.       |
| Hriszto Alekszandrov Vilhelm Germanov Georgi Petkov Sztojan Sztojanov Nenko Dobrev                                                    | Kormányos négyes         | 6:53,37  | 4.       | 6:31,46  | 2.       |          |          | A     | 6:28,13 | 5.    | 5.       |
| Dimitar Janakiev Todor Mrankov Bozsidar Rangelov Ivan Botev Jani Ignatov Mihail Petrov Petar Pacev Veszelin Sterev Venceszlav Kancsev | Nyolcas                  | 6:03,99  | 4.       | 5:46,28  | 2.       |          |          | A     | 6:04,05 | 6.    | 6.       |

Női
| Versenyző | Versenyszám              | Előfutam | Előfutam | Vigaszág | Vigaszág | Elődöntő | Elődöntő | Döntő | Döntő   | Döntő | Helyezés |
| Versenyző | Versenyszám              | Idő      | Hely.    | Idő      | Hely.    | Idő      | Hely.    | Típus | Idő     | Hely. | Helyezés |
| --- | ------------------------ | -------- | -------- | -------- | -------- | -------- | -------- | ----- | ------- | ----- | -------- |
| Roszica Szpaszova | Egypárevezős             | 4:01,33  | 1.       | erőnyerő | erőnyerő | 3:47,86  | 3.       | A     | 3:47,22 | 4.    | 4.       |
| Szvetla Ocetova Zdravka Jordanova | Kétpárevezős             | 3:37,86  | 4.       | 3:21,36  | 2.       |          |          | A     | 3:23,14 | 4.    | 4.       |
| Szijka Barbulova Sztojanka Kurbatova | Kormányos nélküli kettes | 4:00,38  | 3.       | 3:37,48  | 3.       |          |          | A     | 3:32,39 | 3.    |          |
| Ginka Gjurova Marijka Modeva Rita Todorova Iszkra Velinova Nadija Filipova                                                                                               | Kormányos négyes         | 3:26,75  | 1.       | erőnyerő | erőnyerő |          |          | A     | 3:20,75 | 2.    |          |
| Mariana Szerbezova Rumeljana Boncseva Doloresz Nakova Anka Bakova Anka Georgieva                                                                                         | Kormányos négypárevezős  | 3:14,91  | 1.       | erőnyerő | erőnyerő |          |          | A     | 3:16,10 | 3.    |          |
| Daniela Sztavreva Sztefka Koleva Todorka Vaszileva Sznezska Hriszteva Rumjana Kosztova Veneta Karamandzsukova Mariana Mincseva Valentina Alekszandrova Sztanka Georgieva | Nyolcas                  | 3:20,25  | 3.       | 3:15,49  | 2.       |          |          | A     | 3:10,03 | 4.    | 4.       |

## Íjászat
| Versenyző           | Versenyszám  | 1. forduló | 1. forduló | 2. forduló | 2. forduló | Összesítés | Összesítés |
| Versenyző           | Versenyszám  | Pont       | Hely.      | Pont       | Hely.      | Pont       | Helyezés   |
| ------------------- | ------------ | ---------- | ---------- | ---------- | ---------- | ---------- | ---------- |
| Petko Kicsev        | Férfi egyéni | 1117       | 30.        | 1116       | 29.        | 2233       | 30.        |
| Cvetanka Sztojcseva | Női egyéni   | 1089       | 23.        | 1055       | 29.        | 2144       | 27.        |

## Kajak-kenu
Férfi
| Versenyző                                                      | Versenyszám         | Előfutam | Előfutam | Előfutam | Vigaszág | Vigaszág | Vigaszág | Döntő   | Döntő    |
| Versenyző                                                      | Versenyszám         | Idő      | Hely.    | Össz.    | Idő      | Hely.    | Össz.    | Idő     | Helyezés |
| -------------------------------------------------------------- | ------------------- | -------- | -------- | -------- | -------- | -------- | -------- | ------- | -------- |
| Boriszlav Boriszov Bozsidar Milenkov Lazar Hrisztov Ivan Manev | Kajak négyes 1000 m | 3:07,19  | 5.       | 6.       | 3:12,09  | 3.       | 3.       | 3:15,46 |          |
| Ljubomir Ljubenov                                              | Kenu egyes 500 m    | 1:54,31  | 1.       | 2.       | erőnyerő | erőnyerő | erőnyerő | 1:53,49 |          |
| Ljubomir Ljubenov                                              | Kenu egyes 1000 m   | 4:06,82  | 2.       | 6.       | erőnyerő | erőnyerő | erőnyerő | 4:12,38 |          |
| Boriszlav Ananiev Nikolai Ilkov                                | Kenu kettes 500 m   | 1:45,00  | 4.       | 4.       | 1:47,42  | 1.       | 1.       | 1:44,83 |          |
| Rajcso Karmadzsiev Kamen Kucev                                 | Kenu kettes 1000 m  | 3:45,56  | 3.       | 6.       | erőnyerő | erőnyerő | erőnyerő | 3:53,89 | 7.       |

Női
| Versenyző                        | Versenyszám        | Előfutam | Előfutam | Előfutam | Vigaszág | Vigaszág | Vigaszág | Döntő   | Döntő    |
| Versenyző                        | Versenyszám        | Idő      | Hely.    | Össz.    | Idő      | Hely.    | Össz.    | Idő     | Helyezés |
| -------------------------------- | ------------------ | -------- | -------- | -------- | -------- | -------- | -------- | ------- | -------- |
| Vanya Geseva                     | Kajak egyes 500 m  | 1:58,40  | 2.       | 2.       | erőnyerő | erőnyerő | erőnyerő | 1:59,48 |          |
| Marija Mincseva Natasa Janakieva | Kajak kettes 500 m | 1:50,51  | 5.       | 7.       | 1:51,66  | 1.       | 1.       | 1:53,12 | 9.       |

## Kerékpározás

### Országúti kerékpározás
Férfi
| Versenyző                                                        | Versenyszám     | Idő               | Helyezés      |
| ---------------------------------------------------------------- | --------------- | ----------------- | ------------- |
| Boriszlav Aszenov                                                | Mezőnyverseny   | nem ért célba     | nem ért célba |
| Jordan Pencsev                                                   | Mezőnyverseny   | nem ért célba     | nem ért célba |
| Andon Petrov                                                     | Mezőnyverseny   | nem ért célba     | nem ért célba |
| Nencso Sztajkov                                                  | Mezőnyverseny   | nem ért célba     | nem ért célba |
| Boriszlav Aszenov Venelin Hubenov Jordan Pencsev Nencso Sztajkov | Csapat időfutam | 2:05:55,2 (+4:34) | 6.            |

### Pálya-kerékpározás
Időfutam
| Név            | Versenyszám  | Idő      | Helyezés |
| -------------- | ------------ | -------- | -------- |
| Sztojan Petrov | Férfi egyéni | 1:08,682 | 12.      |

## Kosárlabda

### Női
| Bolgár női kosárlabdacsapat-játékoskeret                                                                             | Bolgár női kosárlabdacsapat-játékoskeret                                                                                       |
| --- | --- |
| - Nadka Golcseva - Penka Metodieva - Petkana Makaveeva - Sznezsana Mihajlova - Kraszimira Bogdanova - Diana Brajnova | - Penka Sztojanova - Vanya Dermendzsieva - Angelina Mihajlova - Evladija Szlavcseva - Kosztadinka Radkova - Szilvija Germanova |

#### Eredmények
Csoportkör
| Csapat             | M | Gy | V | P+  | P–  | Pk   |
| ------------------ | - | -- | - | --- | --- | ---- |
| Szovjetunió (URS)  | 5 | 5  | 0 | 553 | 316 | +237 |
| Bulgária (BUL)     | 5 | 4  | 1 | 440 | 405 | +35  |
| Jugoszlávia (YUG)  | 5 | 3  | 2 | 356 | 364 | –8   |
| Magyarország (HUN) | 5 | 2  | 3 | 344 | 407 | –63  |
| Kuba (CUB)         | 5 | 1  | 4 | 346 | 403 | –57  |
| Olaszország (ITA)  | 5 | 0  | 5 | 308 | 452 | –144 |

| 1980. július 20. | Bulgária (BUL) | 102–65 | Olaszország (ITA) |  |
| 1980. július 20. | (50–40)        |        |                   |  |

| 1980. július 22. | Szovjetunió (URS) | 122–83 | Bulgária (BUL) |  |
| 1980. július 22. | (69–42)           |        |                |  |

| 1980. július 24. | Bulgária (BUL) | 84–64 | Kuba (CUB) |  |
| 1980. július 24. | (45–32)        |       |            |  |

| 1980. július 27. | Bulgária (BUL) | 90–75 | Magyarország (HUN) |  |
| 1980. július 27. | (53–35)        |       |                    |  |

| 1980. július 28. | Bulgária (BUL) | 81–79 | Jugoszlávia (YUG) |  |
| 1980. július 28. | (44–41)        |       |                   |  |

Döntő
| 1980. július 30. | Szovjetunió (URS) | 104–73 | Bulgária (BUL) |  |
| 1980. július 30. | (61–41)           |        |                |  |

| Csapat         | Helyezés |
| -------------- | -------- |
| Bulgária (BUL) |          |

## Lovaglás
Díjlovaglás
| Versenyző                                           | Ló           | Versenyszám | Selejtező | Selejtező | Döntő | Döntő    |
| Versenyző                                           | Ló           | Versenyszám | Pont      | Hely.     | Pont  | Helyezés |
| --------------------------------------------------- | ------------ | ----------- | --------- | --------- | ----- | -------- |
| Georgi Gadzsev                                      | Vnimatelen   | Egyéni      | 1146      | 9.        | 881   | 6.       |
| Szvetoszlav Ivanov                                  | Aleko        | Egyéni      | 1190      | 8.        | 850   | 8.       |
| Petar Mandadzsiev                                   | Schibor      | Egyéni      | 1244      | 7.        | 846   | 9.       |
| Petar Mandadzsiev Szvetoszlav Ivanov Georgi Gadzsev | lásd fentebb | Csapat      |           |           | 3,58  |          |

Díjugratás
| Versenyző                                                  | Ló                          | Versenyszám | 1. forduló | 1. forduló | 2. forduló | 2. forduló | Összesen | Összesen |
| Versenyző                                                  | Ló                          | Versenyszám | Pont       | Hely.      | Pont       | Hely.      | Pont     | Helyezés |
| ---------------------------------------------------------- | --------------------------- | ----------- | ---------- | ---------- | ---------- | ---------- | -------- | -------- |
| Borisz Pavlov                                              | Montblanc                   | Egyéni      | 16,00      | 10.        | 10,50      | 6.         | 26,50    | 10.      |
| Nikola Dimitrov                                            | Vals                        | Egyéni      | 24,00      | 14.        | 12,25      | 9.         | 36,25    | 13.      |
| Dimitar Genov                                              | Makbet                      | Egyéni      | nem indult | nem indult | kiesett    | kiesett    | kiesett  | kiesett  |
| Nikola Dimitrov Dimitar Genov Borisz Pavlov Hriszto Kacsev | Vals Makbet Montblanc Povod | Csapat      | 76,50      | 6.         | 83,00      | 5.         | 159,50   | 6.       |

Lovastusa
| Versenyző                                                    | Ló           | Versenyszám | Díjlovaglás | Díjlovaglás | Tereplovaglás | Tereplovaglás | Díjugratás | Díjugratás | Végeredmény | Végeredmény |
| Versenyző                                                    | Ló           | Versenyszám | Bünt.       | Hely.       | Bünt.         | Hely.         | Bünt.      | Hely.      | Bünt.       | Helyezés    |
| ------------------------------------------------------------ | ------------ | ----------- | ----------- | ----------- | ------------- | ------------- | ---------- | ---------- | ----------- | ----------- |
| Cvetan Doncsev                                               | Medisson     | Egyéni      | 66,40       | 21.         | 114,40        | 4.            | 5,00       | 5.         | 185,80      | 5.          |
| Dimo Hrisztov                                                | Bogez        | Egyéni      | 68,80       | 23.         | 265,60        | 11.           | nem indult | nem indult | kiesett     | kiesett     |
| Dzsenko Szabev                                               | Normativ     | Egyéni      | 59,40       | 12.         | kizárták      | kizárták      | kiesett    | kiesett    | kiesett     | kiesett     |
| Trifon Dacinszki                                             | Mentor-2     | Egyéni      | 65,80       | 20.         | kizárták      | kizárták      | kiesett    | kiesett    | kiesett     | kiesett     |
| Cvetan Doncsev Dimo Hrisztov Dzsenko Szabev Trifon Dacinszki | lásd fentebb | Csapat      | 191,60      | 5.          | nem ért célba | nem ért célba | kiesett    | kiesett    | kiesett     | kiesett     |

## Műugrás
Férfi
| Versenyző       | Versenyszám        | Selejtező | Selejtező | Döntő   | Döntő    |
| Versenyző       | Versenyszám        | Pont      | Helyezés  | Pont    | Helyezés |
| --------------- | ------------------ | --------- | --------- | ------- | -------- |
| Petar Georgiev  | Egyéni műugrás     | 504,330   | 13.       | kiesett | kiesett  |
| Petar Georgiev  | Egyéni toronyugrás | 391,320   | 18.       | kiesett | kiesett  |
| Radoszlav Radev | Egyéni toronyugrás | 406,890   | 17.       | kiesett | kiesett  |

## Ökölvívás
| Versenyző           | Versenyszám   | Selejtező         | 32-es főtábla               | Nyolcaddöntő                      | Negyeddöntő                     | Elődöntő                   | Döntő                            | Helyezés |
| Versenyző           | Versenyszám   | Ellenfél Eredmény | Ellenfél Eredmény           | Ellenfél Eredmény                 | Ellenfél Eredmény               | Ellenfél Eredmény          | Ellenfél Eredmény                | Helyezés |
| ------------------- | ------------- | ----------------- | --------------------------- | --------------------------------- | ------------------------------- | -------------------------- | -------------------------------- | -------- |
| Iszmail Musztafov   | Papírsúly     |                   | erőnyerő                    | Gerry Hawkins (IRL) · 5:0         | Ahmed Said (ALG) · 5:0          | Hipólito Ramos (CUB) · 1:4 | kiesett                          |          |
| Petar Leszov        | Légsúly       |                   | Onofre Ramírez (NCA) · 5:0  | Hassan Sherif (ETH) · 5:0         | Gilberto Román (MEX) · 4:1      | Hugh Russell (IRL) · 5:0   | Viktor Mirosnicsenko (URS) · RSC |          |
| Alekszandar Radev   | Harmatsúly    | erőnyerő          | John Siryakibbe (UGA) · RSC | kiesett                           | kiesett                         | kiesett                    | kiesett                          | 17.      |
| Cacso Andrejkovszki | Pehelysúly    | erőnyerő          | William Azanor (NGR) · KO   | Barthelémy Adoukonu (BEN) · KO    | Viktor Ribakov (URS) · 1:4      | kiesett                    | kiesett                          | 5.       |
| Jordan Leszov       | Könnyűsúly    |                   | Patrice Martin (BEN) · KO   | Dezamits Tibor (HUN) · 4:1        | Viktor Gyemjanyenko (URS) · 0:5 | kiesett                    | kiesett                          | 5.       |
| Margarit Atanaszov  | Kisváltósúly  |                   | Ace Rusevski (YUG) · 1:4    | kiesett                           | kiesett                         | kiesett                    | kiesett                          | 17.      |
| Plamen Jankov       | Váltósúly     |                   | erőnyerő                    | Sadie Jaffar Mohammed (IRQ) · 5:0 | Andrés Aldama (CUB) · KO        | kiesett                    | kiesett                          | 5.       |
| Zselju Sztefanov    | Nagyváltósúly |                   | Mohamed Halibi (LIB) · 5:0  | Ján Franek (TCH) · kizárták       | kiesett                         | kiesett                    | kiesett                          | 9.       |
| Kosztadin Folev     | Középsúly     |                   | Manfred Trauten (GDR) · 0:5 | kiesett                           | kiesett                         | kiesett                    | kiesett                          | 17.      |
| Bozsidar Ivanov     | Félnehézsúly  |                   |                             | Herbert Bauch (GDR) · 0:5         | kiesett                         | kiesett                    | kiesett                          | 9.       |
| Petar Sztoimenov    | Nehézsúly     |                   |                             | Naasan Ajjoub (SYR) · RSC         | Jürgen Fanghänel (GDR) · RSC    | kiesett                    | kiesett                          | 5.       |

RSC – a mérkőzésvezető megállította a mérkőzést

## Öttusa
| Versenyző                                       | Versenyszám | Lovaglás | Lovaglás | Lovaglás | Lovaglás | Vívás    | Vívás | Vívás | Lövészet | Lövészet | Lövészet | Úszás    | Úszás | Úszás | Futás   | Futás | Futás | Összesen    | Összesen |
| Versenyző                                       | Versenyszám | Idő      | Bünt.    | Pont     | Hely.    | Eredmény | Pont  | Hely. | Pontszám | Pont     | Hely.    | Idő      | Pont  | Hely. | Idő     | Pont  | Hely. | Összes pont | Helyezés |
| ----------------------------------------------- | ----------- | -------- | -------- | -------- | -------- | -------- | ----- | ----- | -------- | -------- | -------- | -------- | ----- | ----- | ------- | ----- | ----- | ----------- | -------- |
| Szimeon Monev                                   | Egyéni      | 1:52,8   | 90       | 1010     | 24.      | 15–27    | 636   | 38.   | 198      | 1088     | 3.       | 3:35,504 | 1148  | 22.   | 14:04,4 | 1033  | 31.   | 4915        | 28.      |
| Nikolaj Nikolov                                 | Egyéni      | 2:02,2   | 96       | 1004     | 30.      | 19–23    | 740   | 27.   | 197      | 1066     | 8.       | 3:50,725 | 1028  | 40.   | 14:17,8 | 994   | 37.   | 4832        | 30.      |
| Boriszlav Batikov                               | Egyéni      | 2:00,8   | 122      | 978      | 35.      | 19–23    | 740   | 27.   | 191      | 934      | 28.      | 3:33,767 | 1164  | 16.   | 14:21,5 | 982   | 38.   | 4798        | 34.      |
| Szimeon Monev Nikolaj Nikolov Boriszlav Batikov | Csapat      |          |          | 2992     | 9.       |          | 2116  | 11.   |          | 3088     | 3.       |          | 3340  | 11.   |         | 3009  | 11.   | 14 545      | 10.      |

## Röplabda

### Férfi
| Bolgár férfi röplabdacsapat-játékoskeret                                                                    | Bolgár férfi röplabdacsapat-játékoskeret                                                           |
| --- | -------------------------------------------------------------------------------------------------- |
| - Sztojan Guncsev - Hriszto Sztojanov - Dimitar Zlatanov - Dimitar Dimitrov - Cano Canov - Sztefan Dimitrov | - Petko Petkov - Mitko Todorov - Kaszpar Szimeonov - Emil Valcsev - Hriszto Iliev - Jordan Angelov |

#### Eredmények
Csoportkör
A csoport
|                     |      | Mérkőzések | Mérkőzések | Szettek | Szettek | Szettek | Pontok | Pontok | Pontok |
| Csapat              | Pont | Gy         | V          | Sz+     | Sz–     | SzA     | P+     | P–     | PA     |
| ------------------- | ---- | ---------- | ---------- | ------- | ------- | ------- | ------ | ------ | ------ |
| Szovjetunió (URS)   | 8    | 4          | 0          | 12      | 1       | 12,000  | 193    | 122    | 1,582  |
| Bulgária (BUL)      | 7    | 3          | 1          | 9       | 5       | 1,800   | 171    | 149    | 1,148  |
| Kuba (CUB)          | 5    | 1          | 3          | 6       | 9       | 0,667   | 181    | 178    | 1,017  |
| Csehszlovákia (TCH) | 5    | 1          | 3          | 6       | 11      | 0,545   | 180    | 230    | 0,783  |
| Olaszország (ITA)   | 5    | 1          | 3          | 4       | 11      | 0,364   | 145    | 191    | 0,759  |

| 1980. július 22. 19:30 | Bulgária (BUL)           | 3–1 | Kuba (CUB) |  |
| 1980. július 22. 19:30 | (15–7, 15–8, 6–15, 15–8) |     |            |  |

| 1980. július 24. 19:30 | Bulgária (BUL)      | 3–0 | Csehszlovákia (TCH) |  |
| 1980. július 24. 19:30 | (15–12, 15–5, 15–7) |     |                     |  |

| 1980. július 26. 19:30 | Szovjetunió (URS)   | 3–0 | Bulgária (BUL) |  |
| 1980. július 26. 19:30 | (15–6, 15–8, 15–10) |     |                |  |

| 1980. július 28. 17:30 | Bulgária (BUL)           | 3–1 | Olaszország (ITA) |  |
| 1980. július 28. 17:30 | (15–9, 15–9, 6–15, 15–9) |     |                   |  |

Elődöntő
| 1980. július 31. 17:30 | Bulgária (BUL)       | 3–0 | Lengyelország (POL) |  |
| 1980. július 31. 17:30 | (15–13, 15–13, 15–7) |     |                     |  |

Döntő
| 1980. július 31. 21:30 | Szovjetunió (URS)           | 3–1 | Bulgária (BUL) |  |
| 1980. július 31. 21:30 | (15–7, 15–13, 14–16, 15–11) |     |                |  |

| Csapat         | Helyezés |
| -------------- | -------- |
| Bulgária (BUL) |          |

### Női
| Bolgár női röplabdacsapat-játékoskeret                                                                                 | Bolgár női röplabdacsapat-játékoskeret                                                                        |
| --- | --- |
| - Tanya Dimitrova - Valentina Ilieva - Szilvija Petrunova - Anka Hrisztolova - Verka Boriszova - Margarita Geraszimova | - Rumjana Kaiseva - Maja Georgieva - Tanya Gogova - Cvetana Bozsurina - Roszica Dimitrova - Galina Sztancseva |

#### Eredmények
Csoportkör
B csoport
|                    |      | Mérkőzések | Mérkőzések | Szettek | Szettek | Szettek | Pontok | Pontok | Pontok |
| Csapat             | Pont | Gy         | V          | Sz+     | Sz–     | SzA     | P+     | P–     | PA     |
| ------------------ | ---- | ---------- | ---------- | ------- | ------- | ------- | ------ | ------ | ------ |
| Bulgária (BUL)     | 5    | 2          | 1          | 7       | 4       | 1,750   | 138    | 104    | 1,327  |
| Magyarország (HUN) | 5    | 2          | 1          | 8       | 6       | 1,333   | 161    | 170    | 0,947  |
| Románia (ROU)      | 5    | 2          | 1          | 7       | 7       | 1,000   | 157    | 153    | 1,026  |
| Brazília (BRA)     | 3    | 0          | 3          | 4       | 9       | 0,444   | 142    | 171    | 0,830  |

| 1980. július 21. 17:30 | Bulgária (BUL)           | 3–1 | Románia (ROU) |  |
| 1980. július 21. 17:30 | (15–9, 7–15, 15–5, 15–4) |     |               |  |

| 1980. július 23. 17:30 | Bulgária (BUL)      | 3–0 | Brazília (BRA) |  |
| 1980. július 23. 17:30 | (15–7, 15–9, 15–12) |     |                |  |

| 1980. július 25. 17:30 | Magyarország (HUN)        | 3–1 | Bulgária (BUL) |  |
| 1980. július 25. 17:30 | (8–15, 15–9, 15–7, 15–10) |     |                |  |

Elődöntő
| 1980. július 27. 17:30 | NDK (GDR)                        | 3–2 | Bulgária (BUL) |  |
| 1980. július 27. 17:30 | (15–10, 12–15, 15–9, 7–15, 15–6) |     |                |  |

Bronzmérkőzés
| 1980. július 29. 17:30 | Bulgária (BUL)                  | 3–2 | Magyarország (HUN) |  |
| 1980. július 29. 17:30 | (15–5, 13–15, 6–15, 15–4, 15–8) |     |                    |  |

| Csapat         | Helyezés |
| -------------- | -------- |
| Bulgária (BUL) |          |

## Sportlövészet
Nyílt
| Versenyző        | Versenyszám           | Pont | Helyezés |
| ---------------- | --------------------- | ---- | -------- |
| Ivan Mandov      | Gyorstüzelő pisztoly  | 592  | 12.      |
| Todor Sztoimenov | Gyorstüzelő pisztoly  | 590  | 16.      |
| Ljubcso Gyakov   | Szabadpisztoly        | 565  |          |
| Ljuben Popov     | Szabadpisztoly        | 558  | 11.      |
| Petar Zaprjanov  | Sportpuska, fekvő     | 598  |          |
| Nonka Matova     | Sportpuska, fekvő     | 597  | 7.       |
| Nonka Matova     | Sportpuska, összetett | 1163 | 6.       |
| Emilijan Jankov  | Sportpuska, összetett | 1142 | 22.      |
| Pencso Vicsev    | Trap                  | 188  | 14.      |
| Sztajko Nenov    | Trap                  | 187  | 18.      |
| Anton Manolov    | Skeet                 | 192  | 19.      |
| Kiril Gecsevszki | Skeet                 | 184  | 37.      |

## Súlyemelés
| Versenyző           | Versenyszám | Szakítás | Szakítás | Lökés                    | Lökés                    | Összesen | Helyezés |
| Versenyző           | Versenyszám | Eredmény | Helyezés | Eredmény                 | Helyezés                 | Összesen | Helyezés |
| ------------------- | ----------- | -------- | -------- | ------------------------ | ------------------------ | -------- | -------- |
| Sztefan Dimitrov    | 60 kg       | 127,5    | 2.       | 160,0                    | 1.                       | 287,5    |          |
| Janko Ruszev        | 67,5 kg     | 147,5    | 1.       | 195,0                    | 1.                       | 342,5    |          |
| Mincso Pasov        | 67,5 kg     | 142,5    | 5.       | 182,5                    | 3.                       | 325,0    |          |
| Aszen Zlatev        | 75 kg       | 160,0    | 1.       | 200,0                    | 1.                       | 360,0    |          |
| Nedelcso Kolev      | 75 kg       | 157,5    | 2.       | 187,5                    | 3.                       | 345,0    |          |
| Blagoj Blagoev      | 82,5 kg     | 175,0    | 2.       | 197,5                    | 5.                       | 372,5    |          |
| Kraszimir Drandarov | 82,5 kg     | 155,0    | 4.       | 200,0                    | 4.                       | 355,0    | 5.       |
| Rumen Alekszandrov  | 90 kg       | 170,0    | 1.       | 205,0                    | 2.                       | 375,0    |          |
| Plamen Aszparuhov   | 100 kg      | 170,0    | 6.       | érvényes kísérlet nélkül | érvényes kísérlet nélkül | kiesett  | kiesett  |
| Valentin Hrisztov   | 110 kg      | 185,0    | 1.       | 220,0                    | 2.                       | 405,0    |          |

## Torna
Férfi
| Versenyző                                                                                 | Versenyszám      | Selejtező | Selejtező | Döntő    | Döntő    |
| Versenyző                                                                                 | Versenyszám      | Pontszám  | Helyezés  | Pontszám | Helyezés |
| ----------------------------------------------------------------------------------------- | ---------------- | --------- | --------- | -------- | -------- |
| Sztojan Delcsev                                                                           | Talaj            | 19,30     | 12.       | kiesett  | kiesett  |
| Sztojan Delcsev                                                                           | Ugrás            | 19,65     | 7.        | 9,825    | 5.       |
| Sztojan Delcsev                                                                           | Korlát           | 19,75     | 1.        | 9,875    | 5.       |
| Sztojan Delcsev                                                                           | Nyújtó           | 19,75     | 1.        | 9,875    |          |
| Sztojan Delcsev                                                                           | Gyűrű            | 19,55     | 7.        | 9,775    | 5.       |
| Sztojan Delcsev                                                                           | Lólengés         | 19,50     | 10.       | kiesett  | kiesett  |
| Sztojan Delcsev                                                                           | Egyéni összetett | 117,50    | 3.        | 118,000  |          |
| Dancso Jordanov                                                                           | Talaj            | 18,80     | 30.       | kiesett  | kiesett  |
| Dancso Jordanov                                                                           | Ugrás            | 18,60     | 57.       | kiesett  | kiesett  |
| Dancso Jordanov                                                                           | Korlát           | 19,20     | 14.       | kiesett  | kiesett  |
| Dancso Jordanov                                                                           | Nyújtó           | 19,20     | 11.       | kiesett  | kiesett  |
| Dancso Jordanov                                                                           | Gyűrű            | 19,05     | 23.       | kiesett  | kiesett  |
| Dancso Jordanov                                                                           | Lólengés         | 18,90     | 29.       | kiesett  | kiesett  |
| Dancso Jordanov                                                                           | Egyéni összetett | 113,75    | 22.       | 114,725  | 13.      |
| Plamen Petkov                                                                             | Talaj            | 19,15     | 15.       | kiesett  | kiesett  |
| Plamen Petkov                                                                             | Ugrás            | 18,90     | 49.       | kiesett  | kiesett  |
| Plamen Petkov                                                                             | Korlát           | 19,10     | 18.       | kiesett  | kiesett  |
| Plamen Petkov                                                                             | Nyújtó           | 18,20     | 49.       | kiesett  | kiesett  |
| Plamen Petkov                                                                             | Gyűrű            | 19,10     | 21.       | kiesett  | kiesett  |
| Plamen Petkov                                                                             | Lólengés         | 19,05     | 25.       | kiesett  | kiesett  |
| Plamen Petkov                                                                             | Egyéni összetett | 113,50    | 26.       | 114,400  | 15.      |
| Rumen Petkov                                                                              | Talaj            | 18,85     | 28.       | kiesett  | kiesett  |
| Rumen Petkov                                                                              | Ugrás            | 19,45     | 18.       | kiesett  | kiesett  |
| Rumen Petkov                                                                              | Korlát           | 18,90     | 32.       | kiesett  | kiesett  |
| Rumen Petkov                                                                              | Nyújtó           | 18,25     | 46.       | kiesett  | kiesett  |
| Rumen Petkov                                                                              | Gyűrű            | 18,65     | 34.       | kiesett  | kiesett  |
| Rumen Petkov                                                                              | Lólengés         | 18,40     | 43.       | kiesett  | kiesett  |
| Rumen Petkov                                                                              | Egyéni összetett | 112,50    | 34.       | kiesett  | kiesett  |
| Ognyan Bangiev                                                                            | Talaj            | 18,50     | 43.       | kiesett  | kiesett  |
| Ognyan Bangiev                                                                            | Ugrás            | 19,05     | 40.       | kiesett  | kiesett  |
| Ognyan Bangiev                                                                            | Korlát           | 18,95     | 28.       | kiesett  | kiesett  |
| Ognyan Bangiev                                                                            | Nyújtó           | 18,70     | 26.       | kiesett  | kiesett  |
| Ognyan Bangiev                                                                            | Gyűrű            | 18,50     | 39.       | kiesett  | kiesett  |
| Ognyan Bangiev                                                                            | Lólengés         | 18,35     | 45.       | kiesett  | kiesett  |
| Ognyan Bangiev                                                                            | Egyéni összetett | 112,05    | 39.       | kiesett  | kiesett  |
| Janko Radancsev                                                                           | Talaj            | 18,85     | 28.       | kiesett  | kiesett  |
| Janko Radancsev                                                                           | Ugrás            | 19,25     | 30.       | kiesett  | kiesett  |
| Janko Radancsev                                                                           | Korlát           | 18,40     | 53.       | kiesett  | kiesett  |
| Janko Radancsev                                                                           | Nyújtó           | 18,55     | 34.       | kiesett  | kiesett  |
| Janko Radancsev                                                                           | Gyűrű            | 18,40     | 42.       | kiesett  | kiesett  |
| Janko Radancsev                                                                           | Lólengés         | 18,15     | 49.       | kiesett  | kiesett  |
| Janko Radancsev                                                                           | Egyéni összetett | 111,60    | 42.       | kiesett  | kiesett  |
| Sztojan Delcsev Dancso Jordanov Plamen Petkov Rumen Petkov Ognyan Bangiev Janko Radancsev | Csapat összetett |           |           | 571,55   | 5.       |

Női
| Versenyző                                                                                                   | Versenyszám      | Selejtező | Selejtező | Döntő    | Döntő    |
| Versenyző                                                                                                   | Versenyszám      | Pontszám  | Helyezés  | Pontszám | Helyezés |
| --- | ---------------- | --------- | --------- | -------- | -------- |
| Szilvija Topalova                                                                                           | Talaj            | 18,80     | 36.       | kiesett  | kiesett  |
| Szilvija Topalova                                                                                           | Ugrás            | 19,50     | 21.       | kiesett  | kiesett  |
| Szilvija Topalova                                                                                           | Felemás korlát   | 19,35     | 24.       | kiesett  | kiesett  |
| Szilvija Topalova                                                                                           | Gerenda          | 19,55     | 12.       | kiesett  | kiesett  |
| Szilvija Topalova                                                                                           | Egyéni összetett | 77,20     | 23.       | 76,900   | 15.      |
| Kraszimira Toneva                                                                                           | Talaj            | 19,25     | 26.       | kiesett  | kiesett  |
| Kraszimira Toneva                                                                                           | Ugrás            | 19,60     | 16.       | kiesett  | kiesett  |
| Kraszimira Toneva                                                                                           | Felemás korlát   | 19,15     | 27.       | kiesett  | kiesett  |
| Kraszimira Toneva                                                                                           | Gerenda          | 18,25     | 44.       | kiesett  | kiesett  |
| Kraszimira Toneva                                                                                           | Egyéni összetett | 76,25     | 29.       | 76,625   | 16.      |
| Galina Marinova                                                                                             | Talaj            | 19,40     | 19.       | kiesett  | kiesett  |
| Galina Marinova                                                                                             | Ugrás            | 19,40     | 23.       | kiesett  | kiesett  |
| Galina Marinova                                                                                             | Felemás korlát   | 18,75     | 36.       | kiesett  | kiesett  |
| Galina Marinova                                                                                             | Gerenda          | 18,95     | 27.       | kiesett  | kiesett  |
| Galina Marinova                                                                                             | Egyéni összetett | 76,50     | 27.       | 74,200   | 21.      |
| Kamelija Eftimova                                                                                           | Talaj            | 18,95     | 32.       | kiesett  | kiesett  |
| Kamelija Eftimova                                                                                           | Ugrás            | 19,25     | 27.       | kiesett  | kiesett  |
| Kamelija Eftimova                                                                                           | Felemás korlát   | 18,95     | 33.       | kiesett  | kiesett  |
| Kamelija Eftimova                                                                                           | Gerenda          | 18,45     | 38.       | kiesett  | kiesett  |
| Kamelija Eftimova                                                                                           | Egyéni összetett | 75,60     | 34.       | kiesett  | kiesett  |
| Dimitrinka Filipova                                                                                         | Talaj            | 18,80     | 36.       | kiesett  | kiesett  |
| Dimitrinka Filipova                                                                                         | Ugrás            | 19,25     | 27.       | kiesett  | kiesett  |
| Dimitrinka Filipova                                                                                         | Felemás korlát   | 18,65     | 38.       | kiesett  | kiesett  |
| Dimitrinka Filipova                                                                                         | Gerenda          | 18,80     | 31.       | kiesett  | kiesett  |
| Dimitrinka Filipova                                                                                         | Egyéni összetett | 75,50     | 35.       | kiesett  | kiesett  |
| Antoaneta Rahneva                                                                                           | Talaj            | 18,55     | 42.       | kiesett  | kiesett  |
| Antoaneta Rahneva                                                                                           | Ugrás            | 18,75     | 40.       | kiesett  | kiesett  |
| Antoaneta Rahneva                                                                                           | Felemás korlát   | 18,65     | 38.       | kiesett  | kiesett  |
| Antoaneta Rahneva                                                                                           | Gerenda          | 18,40     | 41.       | kiesett  | kiesett  |
| Antoaneta Rahneva                                                                                           | Egyéni összetett | 74,35     | 40.       | kiesett  | kiesett  |
| Szilvija Topalova Galina Marinova Kraszimira Toneva Kamelija Eftimova Dimitrinka Filipova Antoaneta Rahneva | Csapat összetett |           |           | 382,10   | 6.       |

## Úszás
Férfi
| Versenyző                                                          | Versenyszám            | Előfutam | Előfutam | Előfutam | Elődöntő | Elődöntő | Elődöntő | Döntő   | Döntő    |
| Versenyző                                                          | Versenyszám            | Idő      | Hely.    | Össz.    | Idő      | Hely.    | Össz.    | Idő     | Helyezés |
| ------------------------------------------------------------------ | ---------------------- | -------- | -------- | -------- | -------- | -------- | -------- | ------- | -------- |
| Juljan Vaszilev                                                    | 100 m pillangó         | 57,27    | 3.       | 17.      | kiesett  | kiesett  | kiesett  | kiesett | kiesett  |
| Juljan Vaszilev                                                    | 100 m gyors            | 53,61    | 6.       | 29.      | kiesett  | kiesett  | kiesett  | kiesett | kiesett  |
| Cvetan Golomeev                                                    | 100 m gyors            | 53,50    | 6.       | 28.      | kiesett  | kiesett  | kiesett  | kiesett | kiesett  |
| Cvetan Golomeev                                                    | 200 m gyors            | 1:55,88  | 7.       | 29.      |          |          |          | kiesett | kiesett  |
| Petar Kocsanov                                                     | 200 m gyors            | 1:54,45  | 4.       | 18.      |          |          |          | kiesett | kiesett  |
| Petar Kocsanov                                                     | 400 m gyors            | 4:05,28  | 6.       | 23.      |          |          |          | kiesett | kiesett  |
| Branimir Popov                                                     | 100 m hát              | 1:00,06  | 4.       | 21.      | kiesett  | kiesett  | kiesett  | kiesett | kiesett  |
| Plamen Alekszandrov                                                | 100 m mell             | 1:07,45  | 6.       | 20.      |          |          |          | kiesett | kiesett  |
| Petar Kocsanov Kraszimir Tumanov Petar Sztojanov Cvetan Golomeev   | 4 × 200 m gyorsváltó   | kizárták | kizárták | kizárták |          |          |          | kiesett | kiesett  |
| Branimir Popov Plamen Alekszandrov Juljan Vaszilev Cvetan Golomeev | 4 × 100 m vegyes váltó | 3:58,35  | 4.       | 10.      |          |          |          | kiesett | kiesett  |

Női
| Versenyző                                                         | Versenyszám            | Előfutam | Előfutam | Előfutam | Döntő   | Döntő    |
| Versenyző                                                         | Versenyszám            | Idő      | Hely.    | Össz.    | Idő     | Helyezés |
| ----------------------------------------------------------------- | ---------------------- | -------- | -------- | -------- | ------- | -------- |
| Dobrinka Mincseva                                                 | 200 m gyors            | 2:09,09  | 4.       | 19.      | kiesett | kiesett  |
| Szonya Dangalakova                                                | 200 m gyors            | 2:05,67  | 4.       | 13.      | kiesett | kiesett  |
| Szonya Dangalakova                                                | 400 m vegyes           | 4:56,26  | 3.       | 8.       | 4:49,25 | 6.       |
| Tanya Bogomilova                                                  | 100 m mell             | 1:13,52  | 4.       | 12.      | kiesett | kiesett  |
| Tanya Bogomilova                                                  | 200 m mell             | 2:39,11  | 4.       | 13.      | kiesett | kiesett  |
| Dobrinka Mincseva Rumjana Dobreva Ani Kosztova Szonya Dangalakova | 4 × 100 m gyorsváltó   | 3:59,65  | 5.       | 8.       | 3:56,34 | 7.       |
| Szonya Dangalakova Tanya Bogomilova Ani Moneva Dobrinka Mincseva  | 4 × 100 m vegyes váltó | 4:23,69  | 3.       | 7.       | 4:22,38 | 8.       |

## Vitorlázás
Nyílt
| Versenyző                         | Versenyszám     | Futam   | Futam | Futam  | Futam | Futam | Futam  | Futam | Pontszám | Helyezés |
| Versenyző                         | Versenyszám     | 1       | 2     | 3      | 4     | 5     | 6      | 7     | Pontszám | Helyezés |
| --------------------------------- | --------------- | ------- | ----- | ------ | ----- | ----- | ------ | ----- | -------- | -------- |
| Nikolaj Vaszilev                  | Finn dingi      | (28,0*) | 24,0  | 17,0   | 22,0  | 20,0  | 28,0** | 13,0  | 124,0    | 18.      |
| Kraszimir Krasztev Cvetan Pencsev | Tornádó         | 17,0    | 16,0  | 16,0   | 14,0  | 15,0  | (18,0) | 16,0  | 94,0     | 10.      |
| Dimitar Georgiev Mitko Kabakov    | Repülő hollandi | 19,0    | 19,0  | (20,0) | 19,0  | 20,0  | 19,0   | 16,0  | 112,0    | 14.      |

* - kizárták

** - nem ért célba

## Vívás
Férfi
| Versenyző                                                                               | Versenyszám  | Selejtező | Selejtező | Selejtező | Selejtező | Főtábla                      | Főtábla                       | Vigaszág               | Vigaszág          | Vigaszág          | Döntő | Döntő   | Helyezés |
| Versenyző                                                                               | Versenyszám  | 1. kör | 1. kör    | 2. kör | 2. kör    | 1. kör                       | 2. kör                        | 1. kör                 | 2. kör            | 3. kör            | Döntő | Döntő   | Helyezés |
| Versenyző                                                                               | Versenyszám  | Ellenfél Eredmény | Hely.     | Ellenfél Eredmény | Hely.     | Ellenfél Eredmény            | Ellenfél Eredmény             | Ellenfél Eredmény      | Ellenfél Eredmény | Ellenfél Eredmény | Ellenfél Eredmény | Hely.   | Helyezés |
| --------------------------------------------------------------------------------------- | ------------ | --- | --------- | --- | --------- | ---------------------------- | ----------------------------- | ---------------------- | ----------------- | ----------------- | --- | ------- | -------- |
| Vaszil Etropolszki                                                                      | Kard, egyéni | 1. csoport · José Laverdecia (CUB) · 4–5 · Valentín Paraíso (ESP) · 5–3 · Leszek Jabłonowski (POL) · 5–3 · Gedővári Imre (HUN) · 4–5 | 2.        | 2. csoport · Gerevich Pál (HUN) · 1–5 · Peter Ulbrich (GDR) · 5–2 · Leszek Jabłonowski (POL) · 5–2 · Ioan Pop (ROU) · 5–1 · Jacek Bierkowski (POL) · 2–5                         | 2.        | Nébald György (HUN) · GY     | Volodimir Nazlimov (URS) · GY |                        |                   |                   | Viktor Krovopuszkov (URS) · 3–5 · Mihail Burcev (URS) · 3–5 · Gedővári Imre (HUN) · 5–4 · Hriszto Etropolszki (BUL) · 5–4 · Michele Maffei (ITA) · 1–5 | 4.      | 4.       |
| Hriszto Etropolszki                                                                     | Kard, egyéni | 4. csoport · Ahmed Al-Ahmed (KUW) · 5–1 · Andrzej Kostrzewa (POL) · 5–0 · Viktor Krovopuszkov (URS) · 5–3 · Ioan Pop (ROU) · 5–4     | 1.        | 1. csoport · Jesús Ortíz (CUB) · 4–5 · Marin Mustaţă (ROU) · 5–2 · Nébald György (HUN) · 2–5 · Mihail Burcev (URS) · 2–5 · Michele Maffei (ITA) · 4–5                            | 4.        | Ferdinando Meglio (ITA) · GY | Andrzej Kostrzewa (POL) · GY  |                        |                   |                   | Viktor Krovopuszkov (URS) · 3–5 · Mihail Burcev (URS) · 3–5 · Gedővári Imre (HUN) · 4–5 · Vaszil Etropolszki (BUL) · 4–5 · Michele Maffei (ITA) · 5–1  | 5.      | 5.       |
| Georgi Csomakov                                                                         | Kard, egyéni | 3. csoport · Manuel Ortíz (CUB) · 5–4 · Frank-Eberhard Höltje (GDR) · 5–3 · Michele Maffei (ITA) · 1–5 · Nébald György (HUN) · 4–5   | 4.        | 4. csoport · Jean-François Lamour (FRA) · 4–5 · Frank-Eberhard Höltje (GDR) · 5–3 · Ferdinando Meglio (ITA) · 5–2 · José Laverdecia (CUB) · 2–5 · Volodimir Nazlimov (URS) · 4–5 | 4.        | Gedővári Imre (HUN) · V      |                               | Cornel Marin (ROU) · V | kiesett           | kiesett           | kiesett | kiesett | 13.      |
| Hriszto Etropolszki Nikolaj Marincseski Vaszil Etropolszki Georgi Csomakov Marin Ivanov | Kard, csapat | 2. csoport · Lengyelország (POL) · 7–9 · NDK (GDR) · 8 (63)–8 (63)                                                                   | 3.        | |           | kiesett                      | kiesett                       |                        |                   |                   | kiesett | kiesett | 8.       |

## Vízilabda
| Bolgár férfi vízilabdacsapat-játékoskeret                                                             | Bolgár férfi vízilabdacsapat-játékoskeret                                                   |
| --- | ------------------------------------------------------------------------------------------- |
| - Vologya Szirakov - Andrej Andreev - Kiril Kirjakov - Aszen Dencsev - Vaszil Nanov - Antoni Partalev | - Petar Kosztadinov - Nikola Sztamatov - Biszer Georgiev - Matej Popov - Georgi Goszpodinov |

### Eredmények
Csoportkör
C csoport
| Csapat            | M | Gy | D | V | G+ | G– | Gk  | P |
| ----------------- | - | -- | - | - | -- | -- | --- | - |
| Jugoszlávia (YUG) | 3 | 2  | 1 | 0 | 24 | 10 | +14 | 5 |
| Kuba (CUB)        | 3 | 2  | 1 | 0 | 19 | 11 | +8  | 5 |
| Ausztrália (AUS)  | 3 | 1  | 0 | 2 | 15 | 20 | –5  | 2 |
| Bulgária (BUL)    | 3 | 0  | 0 | 3 | 8  | 25 | –17 | 0 |

| 1980. július 20. 17:00 | Ausztrália (AUS)     | 9–5 | Bulgária (BUL) |  |
| 1980. július 20. 17:00 | (1–0, 3–0, 2–3, 3–2) |     |                |  |
| 1980. július 20. 17:00 |                      |     |                |  |

| 1980. július 21. 13:00 | Jugoszlávia (YUG)    | 9–2 | Bulgária (BUL) |  |
| 1980. július 21. 13:00 | (1–1, 2–0, 2–1, 4–0) |     |                |  |
| 1980. július 21. 13:00 |                      |     |                |  |

| 1980. július 22. 17:00 | Kuba (CUB)           | 7–1 | Bulgária (BUL) |  |
| 1980. július 22. 17:00 | (0–0, 2–0, 2–1, 3–0) |     |                |  |
| 1980. július 22. 17:00 |                      |     |                |  |

A 7–12. helyért
| 1980. július 24. 13:00 | Ausztrália (AUS)     | 8–5 | Bulgária (BUL) |  |
| 1980. július 24. 13:00 | (3–1, 2–2, 1–1, 2–1) |     |                |  |
| 1980. július 24. 13:00 |                      |     |                |  |

| 1980. július 25. 12:00 | Görögország (GRE)    | 6–4 | Bulgária (BUL) |  |
| 1980. július 25. 12:00 | (0–1, 2–1, 2–1, 2–1) |     |                |  |
| 1980. július 25. 12:00 |                      |     |                |  |

| 1980. július 26. 13:00 | Olaszország (ITA)    | 5–4 | Bulgária (BUL) |  |
| 1980. július 26. 13:00 | (0–2, 2–0, 1–0, 2–2) |     |                |  |
| 1980. július 26. 13:00 |                      |     |                |  |

| 1980. július 28. 11:00 | Románia (ROU)        | 10–6 | Bulgária (BUL) |  |
| 1980. július 28. 11:00 | (0–0, 5–2, 2–1, 3–3) |      |                |  |
| 1980. július 28. 11:00 |                      |      |                |  |

| 1980. július 29. 13:00 | Svédország (SWE)     | 8–6 | Bulgária (BUL) |  |
| 1980. július 29. 13:00 | (0–2, 3–1, 1–0, 4–3) |     |                |  |
| 1980. július 29. 13:00 |                      |     |                |  |

Végeredmény
| Csapat            | M | Gy | D | V | G+ | G– | Gk  | P |
| ----------------- | - | -- | - | - | -- | -- | --- | - |
| Ausztrália (AUS)  | 5 | 4  | 1 | 0 | 30 | 19 | +11 | 9 |
| Olaszország (ITA) | 5 | 4  | 0 | 1 | 26 | 18 | +8  | 8 |
| Románia (ROU)     | 5 | 3  | 1 | 1 | 36 | 26 | +10 | 7 |
| Görögország (GRE) | 5 | 2  | 0 | 3 | 28 | 28 | 0   | 4 |
| Svédország (SWE)  | 5 | 1  | 0 | 4 | 23 | 40 | –17 | 2 |
| Bulgária (BUL)    | 5 | 0  | 0 | 5 | 25 | 37 | –12 | 0 |

| Csapat         | Helyezés |
| -------------- | -------- |
| Bulgária (BUL) | 12.      |